# Maurice Chevit
Maurice Chevit, född Maurice Chlewitzki 31 oktober 1923 i Paris, död 2 juli 2012 i Saint-Maurice, Val-de-Marne, var en fransk skådespelare.

## Roller i urval
- 1951 – Ensam flicka i Paris
- 1958 – Spionrazzia
- 1963 – Två är skyldiga
- 1967 – Asterix och hans tappra galler (röst)
- 1978 – Molière
- 1979 – Les bronzés font du ski
- 1987 – Lévy et Goliath
- 1990 – Hårfrisörskans make
- 2000 – Änkan från Saint-Pierre
- 2002 – Mannen på tåget
- 2003 – Maigret (TV-serie)